# Сестрёнка (фильм)
«Сестрёнка» (баш. Һеңлекәш) — российская драма режиссёра Александра Галибина. Первый российский фильм на башкирском языке в широком прокате.
Фильм основан на повести народного поэта Башкортостана Мустая Карима «Радость нашего дома». Вышел в прокат в России 19 сентября 2019 года, накануне 100-летия со дня рождения Мустая Карима. Прокатчик — компания Walt Disney.
Снят кинокомпанией «Мотор Фильм Студия» при поддержке Министерства культуры Российской Федерации и Фонда имени Мустая Карима.

## Сюжет
Действие фильма происходит в период Великой Отечественной войны (конец 1944 — май 1945 годов). Красноармеец из Башкирской АССР в разрушенной немцами украинской деревне рядом с убитыми родными находит выжившую девочку Оксану. Он отправляет её в башкирскую деревню к своим жене и сыну, которые становятся для девочки новой семьёй.

## В ролях
| Актёр              | Роль            |
| ------------------ | --------------- |
| Арслан Крымчурин   | Ямиль           |
| Марта Тимофеева    | Оксана          |
| Юсуф Рахметов      | Марат           |
| Ильгиза Гильманова | мама Ямиля      |
| Сулпан Абдрахимова | бабушка Ямиля   |
| Рауис Загитов      | Мансур-Бабай    |
| Виталий Салий      | Петро           |
| Нажиба Искандарова | Фархуниса       |
| Руслан Хайсаров    | папа Ямиля      |
| Гульназ Хайсарова  | мама Марата     |
| Александр Галибин  | голос за кадром |

## Предпремьерные показы (2019)
- XXVII фестиваль «Виват кино России!» в Санкт-Петербурге (20-24 мая)[9][10].
- XIII Международный кинофестиваль имени Андрея Тарковского «Зеркало» в Плёсе (14-21 июня)[11].
- Фестиваль «Территория» в Магадане (10-16 июня)[12].
- XXVII Международный детский кинофестиваль «Алые паруса Артека» в Ялте (1-9 июля). Фильм получил приз в номинации «Самый добрый фильм», актриса Марта Тимофеева — приз в номинации «Лучшая девочка-актриса»[13].
- XVI кинофестиваль «Балтийские дебюты» в Светлогорске (6-12 июля)[14][15].
- XXIII Всероссийский фестиваль визуальных искусств во Всероссийском детском центре «Орлёнок» под Туапсе (5-13 июля). Фильм получил приз зрительских симпатий и диплом III степени[16][17].
- XXVII фестиваль российского кино «Окно в Европу» в Выборге (2-8 августа)[18].
- XVI Международный фестиваль военно-патриотического фильма «Волоколамский рубеж» в Волоколамске (22-27 августа). Фильм получил приз зрительских симпатий[19].
- XII Всероссийский кинофестиваль «Золотой Феникс» в Смоленске (7-11 сентября)[20].
- IV Международный кинофестиваль «Евразийский мост» в Ялте. Победитель конкурса игрового кино и приз зрительских симпатий «Выбор крымчан» (20-24 сентября)[21].

## Отзывы и критика
- Юлия Ломова-Устюгова в своей рецензии пишет, что «это не только трогательный, но искренне смешной фильм и для взрослых, и для детей»[22].
- Владимир Скрипник, отметив позитивность, чистоту и доброту фильма, обратил внимание на неудачно сделанный одноголосый перевод и расхождения с книгой[23].
- Юлия Струкова: «Получилась добрая, благородная история о борьбе с трудностями и становлении личности с трогательным финалом»[24].
- Владимир Мединский, Министр культуры РФ: «Как и его литературная основа, фильм пронизан светлыми идеалами доброты и дружбы, неся в себе глубокий гуманистический посыл»[25], «Поразительно, но это простое доброе детское кино вторую неделю по количеству зрителей на одном сеансе бьет все „блокбастеры“»[26].
- Наталья Бондарчук назвала фильм потрясающим[27].
- Дмитрий Золотухин отметил, что «камера в этом фильме волшебная, в нём изумительные портреты детей и виды природы»[28].
- Внук Мустая Карима и учредитель Фонда его имени Тимербулат Каримов высоко оценил работу: «Это удивительный фильм, потому что в нём сочетаются очень бережное отношение к безупречному, драгоценному для нас литературному материалу, который филигранно лёг в основу картины, и большая любовь к Башкортостану»[29].
- Поэт Айдар Хусаинов: «…фактически впервые мы увидели башкирское кино, и впервые мы увидели на экране самих себя. Мы увидели правду жизни…»[30]
- Кинорежиссер Булат Юсупов: «Ямиль, которого исполнил Арслан Крымчурин, говорил скорее не со мной, а со своими пятилетними, шестилетними сверстниками… Он говорил с Будущим»[31].
- Андрей Королёв считает фильм не очень удачной, по его мнению, попыткой воспроизвести советское детское кино, в результате чего получился архаичный фильм, в котором отсутствует глубина. Плюсом является удачный кастинг молодых актёров[32].

## Награды
- Гран-при IV международного кинофестиваля «Евразийский мост»[33][34].
- Гран-при XVI международного благотворительного кинофестиваля «Лучезарный ангел»[35].
- Спецприз фестиваля «Окно в Европу»[36].
- Приз зрительских симпатий и диплом III степени на XXIII Всероссийском фестивале визуальных искусств во Всероссийском детском центре «Орлёнок»[37].
- Приз зрительских симпатий на XVI Международном фестивале военно-патриотического фильма «Волоколамский рубеж»[37].
- Призы за лучшую режиссуру и операторскую работу XIII кинофестиваля исторического кино «Вече» в Великом Новгороде[38].
- Приз за лучший фильм для детей на Кинофестивале имени Алексея Баталова «Журавли»[39].
- Приз за лучший полнометражный игровой фильм на VI Международном фестивале детского и семейного кино «Ноль Плюс»[40].
- Гран-при XV Международного православного Сретенского кинофестиваля «Встреча»[41].
- Гран-при V премии «На Благо Мира» 2020 года[42][43][44][45][46][47][48][49][50].
- Первая премия среди игровых фильмов на XVIII Международном фестивале православного кино «Покров» в Киеве[51][52].
- Приз жюри European Children's Film Association на 25-м международном кинофестивале для детей и юношества «Шлингель» в Германии[53][54][55].
- Премия «Лучший фильм» на конкурсе детских фильмов фестиваля «Киношок» - «Киномалышок»[56]. Призы за лучшие женскую и мужскую роли получили Марта Тимофеева и Арслан Крымчурин[57].
- 1 декабря 2020 года оператор фильма "Сестренка" Михаил Агранович получил премию "Белый квадрат" за лучшую операторскую работу в полнометражном художественном фильме за 2019 год[58][59][60].
- Лучший фильм на Х Международном кинофестивале детских фильмов «Витторио Венето»[61] в возрастной категории Монте Визентин (III, IV и V средняя школа, университет студенты и взрослые)[62][63].